# Eve McVeagh
Eva Elizabeth Mc Veagh (connue comme Eve McVeagh) est une actrice américaine, née le 15 juillet 1919 à Cincinnati (Ohio), morte le 10 décembre 1997 à Los Angeles (Californie).

## Biographie
Au théâtre, Eve McVeagh joue à Broadway (New York) dans deux pièces, Snafu (1944-1945, avec Enid Markey) et Too Hot for Maneuvers (1945, avec Richard Arlen et Arthur Hunnicutt).
Au cinéma, elle contribue à vingt-six films américains, depuis Le Train sifflera trois fois de Fred Zinnemann (1952, avec Gary Cooper et Grace Kelly) jusqu'à Creator d'Ivan Passer (1985, avec Peter O'Toole et Mariel Hemingway).
Dans l'intervalle, citons La Toile d'araignée de Vincente Minnelli (1955, avec Richard Widmark et Lauren Bacall), La Route de l'Ouest d'Andrew V. McLaglen (1967, avec Kirk Douglas et Robert Mitchum) et On n'achète pas le silence de William Wyler (1970, avec Lee J. Cobb et Anthony Zerbe).
À la télévision, outre sept téléfilms (1969-1982), Eve McVeagh apparaît dans cent-seize séries entre 1946 et 1987, dont Perry Mason (trois épisodes, 1957-1960), Alfred Hitchcock présente (quatre épisodes, 1959-1962), La Petite Maison dans la prairie (un épisode, 1975), ou encore Simon et Simon (deux épisodes, 1985-1986).

## Théâtre à Broadway (intégrale)
- 1944-1945 : Snafu de Louis Solomon et Harold Buchanan, production et mise en scène de George Abbott : Martha
- 1945 : Too Hot for Maneuvers de Les White et Bud Pearson : Patsy Laverne

## Filmographie partielle

### Cinéma
- 1952 : Le train sifflera trois fois (High Noon) de Fred Zinnemann : Mildred Fuller
- 1953 : Le Crime de la semaine de Jack Arnold : Viv
- 1955 : Une femme en enfer (I'll Cry Tomorrow) de Daniel Mann : Ethel
- 1955 : Coincée (Tight Spot) de Phil Karlson : Clara Moran
- 1955 : La Toile d'araignée (The Cobweb) de Vincente Minnelli : Mme Shirley Irwin
- 1955 : Pour que vivent les hommes (Not as a Stranger) de Stanley Kramer : Mme Ferris
- 1958 : Le Gaucher (The Left Handed Gun) d'Arthur Penn : Mme McSween
- 1960 : Contre-espionnage (Man on a String) d'André De Toth : Mme Pusawa
- 1967 : Le Lauréat (The Graduate) de Mike Nichols : une invitée de la réception
- 1967 : La Route de l'Ouest (The Way West) d'Andrew V. McLaglen : Mme Masters
- 1970 : Airport de George Seaton : Mme Henry Bron
- 1970 : On n'achète pas le silence (The Liberation of L.B. Jones) de William Wyler : Mlle Griggs, la secrétaire
- 1976 : King Kong de John Guillermin : une journaliste
- 1985 : Creator d'Ivan Passer : la vieille dame avec le singe

### Télévision
Séries
- 1957 : Les Aventures de Superman (Adventures of Superman)
  - Saison 5, épisode 11 The Stolen Elephant : Mme Wilson
- 1957-1960 : Perry Mason, première série
  - Saison 1, épisode 7 The Case of the Angry Mourner (1957) de William D. Russell : Nora Fleming
  - Saison 2, épisode 15 The Case of the Foot-Loose Doll (1959) de William D. Russell : Laura Richards
  - Saison 3, épisode 15 The Case of the Gallant Grafter (1960) : une vendeuse
- 1958 : Mike Hammer (Mickey Spillane's Mike Hammer), première série
  - Saison 1, épisode 10 Overdose of Lead de Boris Sagal : Veronica Karnes
- 1959 : Monsieur et Madame détective (The Thin Man)
  - Saison 2, épisode 31 Dear Dead Days de Don Weis : Dane
- 1959 : Rawhide
  - Saison 1, épisode 22 Les Comancheros (Incident of a Burst of Evil) de George Sherman : Beulah
- 1959 : Denis la petite peste (Dennis the Menace)
  - Saison 1, épisode 2 Dennis and the Signpost de William D. Russell : Mme Purcell

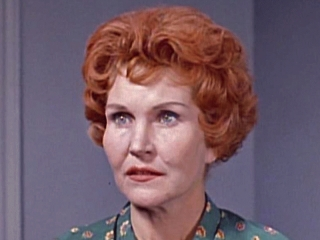
Dans la série Startime, épisode Incident at a Corner (1960)

- 1959-1962 : Alfred Hitchcock présente (Alfred Hitchcock Presents)
  - Saison 5, épisode 4 Coyote Moon (1959) d'Herschel Daugherty : la serveuse
  - Saison 6, épisode 31 The Gloating Place (1961) d'Alan Crosland Jr. : Eve, la journaliste
  - Saison 7, épisode 20 The Test (1962 - Mme Archer) de Boris Sagal et épisode 30 What Frightened You, Fred? (1962 - Mae) de Paul Henreid
- 1962 : Échec et mat (Checkmate)
  - Saison 2, épisode 15 A Very Rough Sketch : Bess McDowell
- 1962-1963 : La Grande Caravane (Wagon Train)
  - Saison 5, épisode 30 The Terry Morrell Story (1962) de Jesse Hibbs : Yolanda
  - Saison 7, épisode 14 The Cassie Vance Story (1963) de Joseph Pevney : Mme Sharp
- 1962-1964 : La Quatrième Dimension (The Twilight Zone)
  - Saison 3, épisode 21 Jeux d'enfants (Kick the Can, 1962) de Lamont Johnson : une infirmière
  - Saison 5, épisode 26 Un matin noir (I Am the Night – Color Me Black, 1964) d'Abner Biberman : Ella
- 1963 : 77 Sunset Strip
  - Saison 5, épisode 16 Terror in Silence de Robert Sparr : Elizabeth Dawson
  - Saison 6, épisode 11 The Toy Jungle de Lawrence Dobkin : la propriétaire
- 1963-1965 : Suspicion (The Alfred Hitchcock Hour)
  - Saison 1, épisode 28 Last Seen Wearing Blue Jeans (1963) d'Alan Crosland Jr. : Rose Cates
  - Saison 3 épisode 27 The Second Wife (1965) de Joseph M. Newman : Sylvia Boggs
- 1965 : Des agents très spéciaux (The Man from U.N.C.L.E.)
  - Saison 1, épisode 29 The Odd Man Affair de Joseph Sargent : la baronne
- 1965 : Le Jeune Docteur Kildare (Dr. Kildare)
  - Saison 4, épisode 32 Wings of Hope de John Newland : Dr Ruth Becker
- 1965 : Daniel Boone
  - Saison 1, épisode 20 The Quietists de George Sherman : Kate Bothwell
  - Saison 2, épisode 14 The Christmas Story : Eleanor Tully
- 1966 : Mon martien favori (My Favorite Martian)
  - Saison 3, épisode 21 Martin, the Mannequin : la mère
- 1966 : Une mère pas comme les autres (My Mother the Car)
  - Saison unique, épisode 26 It Might as Well be Spring as Not de Rodney Amateau : Goldie
- 1967 : Sur la piste du crime (The F.B.I.)
  - Saison 2, épisode 18 A Question of Guilt de Ralph Senensky : Bea Jensen
- 1967 : Bonanza
  - Saison 9, épisode 5 Night of Reckoning : Harriet Guthrie
- 1967-1969 : Le Virginien (The Virginian)
  - Saison 6, épisode 2 The Deadly Past (1967) d'Abner Biberman : Maude
  - Saison 8, épisode 13 A Woman of Stone (1969) d'Abner Biberman : Mme Foster
- 1968 : L'Homme de fer (Ironside)
  - Saison 2, épisode 9 Culpabilité évidente (An Obvious Case of Guilt) d'Abner Biberman : la directrice
- 1972 : Opération danger (Alias Smith and Jones)
  - Saison 3, épisode 6 What Happened at the XST? de Jack Arnold : la femme
- 1972 : The Courtship of Eddie's Father
  - Saison 3, épisode 17 Very Young Man with a Horn d'Hal Cooper : Lorraine Karn
- 1973 : Les Rues de San Francisco (The Streets of San Francisco)
  - Saison 1, épisode 26 La Licorne (The Unicorn) de Virgil W. Vogel : Mme Logan
- 1974 : Police Story
  - Saison 1, épisode 19 Fingerprint : Ethel
- 1975 : La Petite Maison dans la prairie (Little House on the Prairie)
  - Saison 2, épisode 11 Le Cadeau (The Gift) de William F. Claxton : Mme Hillstrom
- 1977 : Super Jaimie (The Bionic Woman)
  - Saison 3, épisode 11 L'espion fait cavalier seul (Over the Hill Spy) : la femme d'âge mur
- 1979 : Drôles de dames (Charlie's Angels)
  - Saison 3, épisode 14 Les Vacances des drôles de dames (Angels on Vacation) de Don Weis : la vieille dame
- 1979 : Barnaby Jones
  - Saison 7, épisode 20 Master of Deception : la servante
- 1979-1981 : Lou Grant
  - Saison 2, épisode 19 Home (1979) d'Alexander Singer : Elizabeth Benson
  - Saison 4, épisode 8 Catch (1981) de Roger Young : Clare
- 1980 : Chips (CHiPs)
  - Saison 3, épisode 24 de la dynamite (Dynamite Alley) : l'épouse
- 1981 : L'Incroyable Hulk (The Incredible Hulk)
  - Saison 5, épisode 5 Possession (Triangle) : la propriétaire
- 1982 : Côte Ouest (Knots Landing)
  - Saison 3, épisode 21 Les Poupées chinoises (China Dolls) : Mme Green
- 1982 : Capitaine Furillo (Hill Street Blues)
  - Saison 3, épisode 6 Il faut savoir tout faire (Stan the Man) de Thomas Carter : la locataire
- 1983 : K 2000 (Knight Rider)
  - Saison 1, épisode 16 Opération Topaze (The Topaz Connection) d'Alan Myerson : la grand-mère
- 1984 : Rick Hunter (Hunter)
  - Saison 1, épisode 1 Rick Hunter, inspecteur de choc (Hunter) de Ron Satlof : Mme Onadon
- 1984 : Supercopter (Airwolf)
  - Saison 2, épisode 11 La Villa dans le désert (Random Target) de Virgil W. Vogel : Annie
- 1985 : Les Routes du paradis (Highway to Heaven)
  - Saison 1, épisode 16 Qu'on est bien chez soi (Going Home, Going Home) de Michael Landon : Flora
- 1985 : Hooker (T.J. Hooker)
  - Saison 4, épisode 20 Meurtres en série (Serial Murders) : la directrice
- 1985 : Cagney et Lacey (Cagney & Lacey)
  - Saison 5, épisode 3 The Psychic de Ray Danton : Dorothy Gantney
- 1985-1986 : Simon et Simon (Simon & Simon)
  - Saison 5, épisode 2 Le Fardeau de la bête (Burden of the Beast, 1985) : Mme MacDermott
  - Saison 6, épisode 4 Le Flic qui vient dîner (The Cop Who Came to Dinner, 1986) de Gerald McRaney : Mme Talbot

Téléfilms
- 1972 : Les Filles de Joshua Cabe (The Daughters of Joshua Cabe) de Philip Leacock : la mère supérieure
- 1979 : Murder by Natural Causes de Robert Day : Helen Carrington
- 1980 : Power de Barry Shear et Virgil W. Vogel : une jurée
- 1982 : Life of the Party: The Story of Beatrice de Lamont Johnson : Mme Rugolo